# Audie Murphy
Audie Leon Murphy (Kingston, 20 de junho de 1925 — Catawba, 28 de maio de 1971) foi um soldado e ator norte-americano. Participou de trinta e três faroestes entre 1950 e 1969, a maioria de baixo orçamento, tornando-se o legítimo herdeiro dos antigos cowboys dos faroestes B, como Roy Rogers, Tim Holt e Gene Autry.

## Vida e carreira
Filho de lavradores, Audie Murphy teve de trabalhar desde cedo para sustentar a mãe e oito irmãos, pois o pai abandonou a família quando ele tinha doze anos. Com dezoito anos alistou-se na infantaria e participou ativamente de nove campanhas na África, Sicília, Itália, França e Alemanha durante a Segunda Guerra Mundial. Pela sua bravura em combates tornou-se o soldado americano mais condecorado da guerra, tendo recebido mais de vinte medalhas, incluindo a Medalha de Honra, Purple Heart, Silver Star, Marksman Badge with Rifle Bar, Croix de Guerre da Bélgica e da França, Legion of Merit e a Purple Star.
Após a guerra, sua fotografia apareceu na capa da revista Life e foi vista pela ator James Cagney, que o levou para Hollywood. Murphy estreou como ator em 1948 no filme Beyond Glory, drama estrelado por Alan Ladd. Alguns pequenos papéis depois, apareceu em seu primeiro faroeste, The Kid From Texas. A essa altura ele já estava casado com a atriz Wanda Hendrix, com quem fez seu filme seguinte, Sierra. A união duraria apenas até Abril de 1951, devido, em parte, aos traumas pós-guerra sofridos pelo ator, que o faziam ter terríveis pesadelos e dormir com armas por toda a casa, inclusive debaixo do travesseiro. Três dias após o divórcio, Murphy casou-se com Pamela Archer, a quem conhecera no ano anterior e que lhe daria seus dois únicos filhos, Terry e James.
Apesar de haver declarado certa vez que fizera "o mesmo western umas trinta vezes, com cavalos diferentes", a verdade é que, com seus filmes de baixo orçamento, porém mais bem acabados que os antigos faroestes B, já que incluíam cores, roteiros melhores e maior duração, Murphy tornou-se extremamente popular tanto nos Estados Unidos quanto em várias partes do mundo, inclusive no Brasil. Trabalhou duas vezes com John Huston, a primeira como o astro de The Red Badge of Courage e depois como coadjuvante no faroeste clássico The Unforgiven. Outros filmes importantes incluem Night Passage, quando atuou ao lado de James Stewart, The Quiet American (1958), com Michael Redgrave, e seu maior sucesso comercial, To Hell and Back, baseado em suas memórias de guerra, publicadas em 1949.
Durante o ano de 1965, Murphy filmou um pequeno faroeste na Espanha, The Texican, e depois foi para Israel, onde fez o drama de espionagem Trunk to Cairo, que seriam lançados em 1966 e 1967, respectivamente. A essa altura, sua carreira já entrara em decadência. Em 1968 requereu falência, e no ano seguinte produziu seu único filme, A Time for Dying, lançado apenas em 1982.
Em 28 de maio de 1971, o avião particular em que viajavam Murphy e mais quatro executivos chocou-se com uma montanha durante uma tempestade, a vinte quilômetros da cidade de Roanoke, na Virginia. Ninguém sobreviveu. Murphy foi enterrado no Cemitério Nacional de Arlington, com todas as honras militares.
Inúmeras homenagens têm sido prestadas desde seu falecimento, entre elas: o Hospital de Veteranos de San Antonio, Texas, inaugurado em 1973, recebeu o nome de Audie L. Murphy Memorial Veterans Hospital; em 1986, Murphy foi incluído no "Hall of Great Western Performers" pelo National Cowboy Hall of Fame & Western Heritage Museum de Oklahoma City, Oklahoma; em 1996, o dia de seu nascimento foi oficialmente declarado "Dia de Audie Murphy" pela Assembleia Legislativa do Texas; em 2000, o Correio de seu país lançaram um selo com seu retrato.
Em 2014, a banda sueca de heavy metal Sabaton compôs uma música homenageando-o, chamada "To Hell And Back" que está presente no disco Heroes.

## Filmografia

### Cinema
| Ano  | Título original            | Título pt/BR                   | Título pt/PT                     | Diretor              | Notas                    |
| ---- | -------------------------- | ------------------------------ | -------------------------------- | -------------------- | ------------------------ |
| 1948 | Beyond Glory               | Código de Honra                | Código de Honra                  | John Farrow          | Pequena participação     |
| 1948 | Texas, Brooklyn and Heaven | Viver Sonhando                 | Viver Sonhando                   | William Castle       | Pequena participação     |
| 1949 | Bad Boy                    | O Caminho da Perdição          |                                  | Kurt Neumann         | Primeiro papel principal |
| 1950 | The Kid from Texas         | Duelo Sangrento                | A Justiça de Billy               | Kurt Neumann         | Primeiro faroeste        |
| 1950 | Sierra                     | Serras Sangrentas              | O Segredo da Montanha            | Alfred E. Green      |                          |
| 1950 | Kansas Raiders             | Cavaleiros da Bandeira Negra   | Os Cavaleiros da Bandeira Branca | Ray Enright          |                          |
| 1951 | The Red Badge of Courage   | A Glória de Um Covarde         | Sob a Bandeira da Coragem        | John Huston          |                          |
| 1952 | The Cimarron Kid           | O Último Duelo                 | O Último Bandoleiro              | Budd Boetticher      |                          |
| 1952 | The Duel at Silver Creek   | Onde Impera a Traição          | A Cidade do Pecado               | Don Siegel           |                          |
| 1953 | Gunsmoke                   | A Morte Tem Seu Preço          | Barreiras de Fogo                | Nathan Juran         |                          |
| 1953 | Column South               | Jornada Sangrenta              | Onde Impera a Traição            | Frederick de Cordova |                          |
| 1953 | Tumbleweed                 | A Ronda da Vingança            |                                  | Nathan Juran         |                          |
| 1954 | Ride Clear of Diablo       | Traição Cruel                  | Vidas Turbulentas                | Jesse Hibbs          |                          |
| 1954 | Drums Across the River     | Tambores da Morte              | Tambores ao Longe                | Nathan Juran         |                          |
| 1954 | Destry                     | Antro da Perdição              |                                  | George Marshall      |                          |
| 1955 | To Hell and Back           | Terrível Como o Inferno        | O Regresso do Inferno            | Jesse Hibbs          |                          |
| 1956 | World in My Corner         | Um Mundo Entre Cordas          | Luzes no Ringue                  | Jesse Hibbs          |                          |
| 1956 | Walk the Proud Land        | Honra de Selvagens             | Fronteiras do Orgulho            | Jesse Hibbs          |                          |
| 1957 | The Guns of Fort Petticoat | O Renegado do Forte Petticoat  |                                  | George Marshall      |                          |
| 1957 | Joe Butterfly              | A Rosa do Oriente              |                                  | Jesse Hibbs          |                          |
| 1957 | Night Passage              | A Passagem da Noite            |                                  | James Neilson        |                          |
| 1958 | The Quiet American (1958)  | O Americano Tranquilo          | O Americano Tranquilo            | Joseph L. Mankiewicz |                          |
| 1958 | Ride a Crooked Trail       | Na Rota dos Proscritos         |                                  | Jesse Hibbs          |                          |
| 1958 | The Gun Runners            | Contrabando de Armas           |                                  | Don Siegel           |                          |
| 1959 | No Name on the Bullet      | Balas Que Não Erram            |                                  | Jack Arnold          |                          |
| 1959 | The Wild and the Innocent  | Antro de Desalmados            |                                  | Jack Sher            |                          |
| 1959 | Cast a Long Shadow         | Um Homem Contra o Destino      |                                  | Thomas Carr          |                          |
| 1960 | The Unforgiven             | O Passado Não Perdoa           | O Passado Não Perdoa             | John Huston          |                          |
| 1960 | Hell Bent for Leather      | Com o Dedo no Gatilho          |                                  | George Sherman       |                          |
| 1960 | Seven Ways from Sundown    | Matar Por Dever                |                                  | Harry Keller         |                          |
| 1961 | Posse from Hell            | Quadrilha do Inferno           |                                  | Herbert Coleman      |                          |
| 1961 | Battle at Bloody Beach     | Sangue na Praia                |                                  | Herbert Coleman      |                          |
| 1962 | Six Black Horses           | Gatilhos em Duelo              |                                  | Harry Keller         |                          |
| 1963 | Showdown                   | Abatendo Um a Um               |                                  | R. G. Springsteen    |                          |
| 1963 | Gunfight at Comanche Creek | Fúria de Brutos                | Duelo no Rio Diablo              | Frank McDonald       |                          |
| 1964 | The Quick Gun              | O Pistoleiro Relâmpago         |                                  | Sidney Salkow        |                          |
| 1964 | Bullet for a Badman        | Balas Para um Bandido          |                                  | R. G. Springsteen    |                          |
| 1964 | Apache Rifles              | Rifles Apaches                 |                                  | William Witney       |                          |
| 1965 | Arizona Raiders            | Bandoleiros do Arizona         |                                  | William Witney       |                          |
| 1966 | Gunpoint                   | Matar ou Cair                  | Na Ponta da Pistola              | Earl Bellamy         |                          |
| 1966 | The Texican                | Texano, O Bandoleiro Temerário |                                  | Lesley Selander      |                          |
| 1967 | Trunk to Cairo             | Missão Secreta no Cairo        | Mala Diplomática Para o Cairo    | Menahem Golan        |                          |
| 1967 | 40 Guns to Apache Pass     | Os Rifles da Desforra          |                                  | William Witney       |                          |
| 1982 | A Time for Dying           |                                |                                  | Budd Boetticher      | Filmado em 1969          |

### Televisão
- 1958 Incident; episódio da série General Electric Theater
- 1959 The Flight; episódio da série Suspicion Theater
- 1960 The Man; episódio da série Ford Startime Theater
- 1961 Whispering Smith; série de faroeste policial, estrelada por Audie Murphy e Guy Mitchell, retirada do ar após treze episódios por excessiva violência

## Carreira militar

### Condecorações
- Medalha de Honra (9 de agosto de 1945)
- Cruz de Serviço Distinto
- Estrela de Prata (1ª em 25 de fevereiro de 1945, 2ª em 3 de março de 1945)
- Legião do Mérito (25 de maio de 1945)
- Estrela de Bronze com marca "V" (4 de março de 1945)
- Estrela de Bronze
- Coração Púrpuro (3 vezes)
- Medalha de Boa Conduta (21 de agosto de 1945)
- Citação Presidencial de Unidade (2 vezes)
- Medalha da Campanha Americana
- Medalha de Campanha Europeia–Africana–Oriente Médio
- Medalha de Vitória da Segunda Guerra Mundial
- Medalha do Exército de Ocupação da Alemanha
- Ordem Nacional da Legião de Honra (19 de julho de 1948)

### Promoções
Exército dos Estados Unidos
- 30 de junho de 1942 – Soldado 2ª classe
- 7 de maio de 1943 – Soldado 1ª classe
- 15 de julho de 1943 – Cabo
- 13 de dezembro de 1943 – Sargento
- 13 de janeiro de 1944 – Sargento-chefe
- 14 de outubro de 1944 – Segundo-tenente
- 16 de fevereiro de 1945 – Primeiro-tenente

Reserva do Exército dos Estados Unidos
- 21 de setembro de 1945 – Primeiro-tenente

Guarda Nacional do Texas
- 14 de julho de 1950 – Capitão
- 14 de fevereiro de 1956 – Major